# Giria

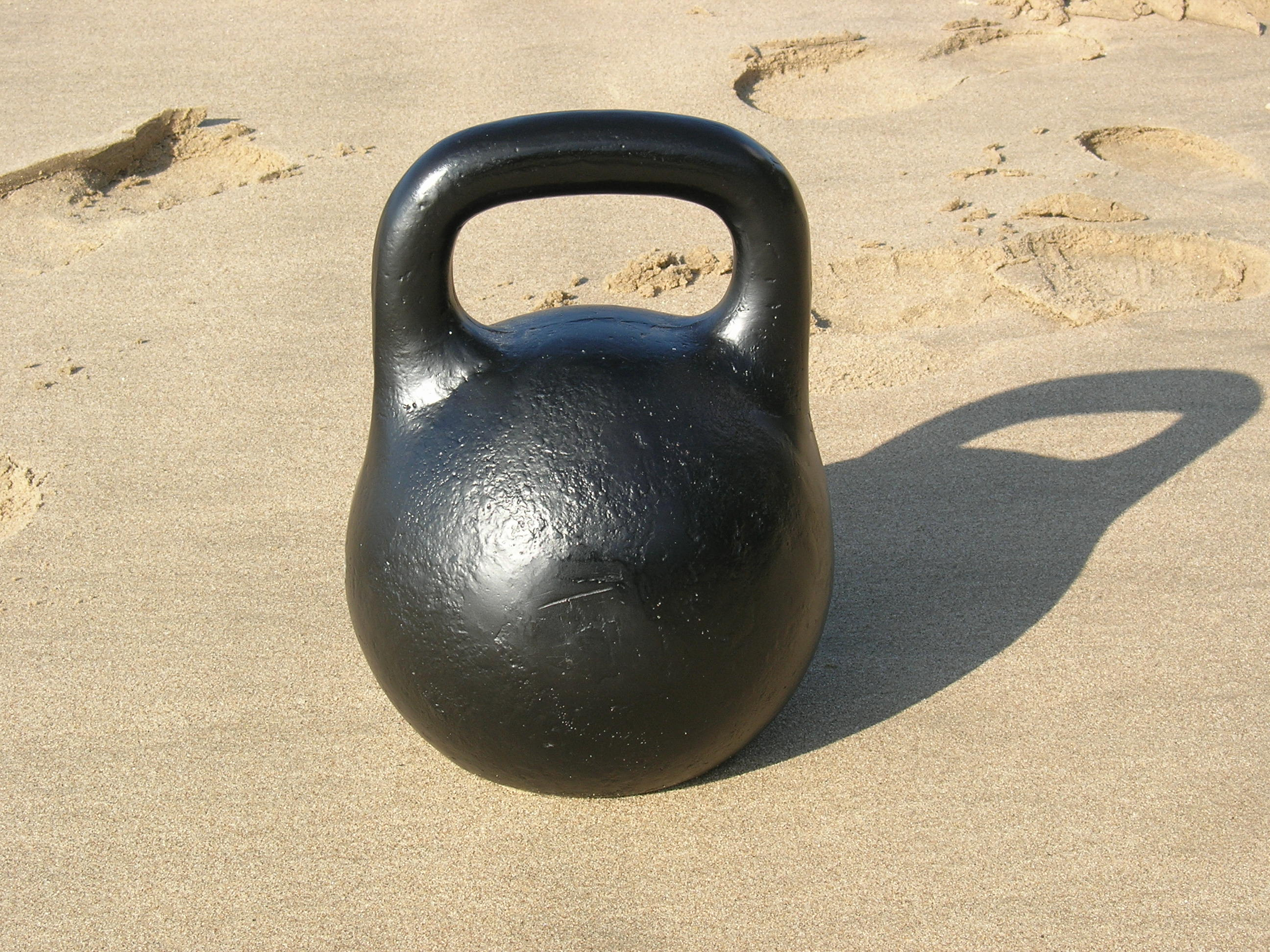
Giria

Giria (ros. гиря, ang. kettlebell) – odważnik kulowy, ciężar służący do ćwiczeń, odlewany z żelaza, przypominający kulę armatnią z rączką.
Tradycyjne rosyjskie girie miały wagę określaną w pudach, jednak obecnie stosuje się głównie kilogramy (lub funty w USA). Najczęściej girie mają masy: 4, 8, 12, 16, 20, 24, 28, 32, 36, 40, 48, 56 kg.

## Ćwiczenia
Ćwiczenia girią pomagają wzmocnić mięśnie dolnej partii pleców, nóg, ramion, a także zwiększyć siłę ścisku.
Podstawowym ruchem w sporcie odważnikowym jest "swing", czyli odmach girią. W tradycyjnym sporcie odważnikowym ruch ten jest siłą napędową do zarzutu (element "długiego cyklu") oraz rwania (jednej z trzech konkurencji).
Odważniki kettlebell zyskały dużą popularność także dzięki treningowi CrossFit, w którym wykorzystuje się je do wielu ćwiczeń, między innymi: wyciskania (press), podrzuty (jerk), czy przysiady (squats).

## Historia
Girie zostały wymyślone przez Rosjan w osiemnastym wieku. W armii Związku Socjalistycznych Republik Radzieckich były używane do treningów siłowych, a także wytrzymałościowych.
W Związku Socjalistycznych Republik Radzieckich sport związany z podnoszeniem girii (giriewoj sport) miał swoje początki w latach 70. Zawody polegały na jak największej ilości podniesień girii (lub dwóch) w odpowiednim przedziale czasowym. Girie na takich zawodach były oznaczane odpowiednio:
- 16 kg – żółta
- 24 kg – zielona
- 32 kg – czerwona